# Not in This Lifetime... Tour
Not in This Lifetime... est une tournée du groupe américain de hard rock Guns N' Roses qui marque le retour des membres originaux Slash et Duff McKagan. C'est la première fois depuis la fin de la tournée Use Your Illusion Tour en juillet 1993 que le chanteur Axl Rose, le bassiste Duff McKagan et le guitariste Slash jouent ensemble. Le nom de la tournée "Not In This Lifetime" fait référence à la réponse qu'avait donnée Axl Rose en 2012 à un journaliste qui lui demandait si une reformation du groupe allait avoir lieu. La claviériste Melissa Reese rejoint le groupe pour cette tournée.
La tournée commence officiellement le 8 avril 2016 à Las Vegas mais un concert surprise a lieu le 1er avril au club Troubadour de Los Angeles. Axl Rose se fracture le pied lors de ce premier concert ce qui l'oblige à chanter assis sur un siège pendant deux mois. 
Le groupe est tête d'affiche au Coachella Festival les 16 et 23 avril 2016. Le 16 avril, le guitariste Angus Young rejoint GNR sur scène pour deux chansons tandis qu'AC/DC annonce qu'Axl Rose remplace Brian Johnson pour la tournée européenne et nord-américaine (Rock or Bust World Tour).
Le 6 juillet 2016 à Cincinnati, le batteur original Steven Adler joue avec le groupe pour la première fois depuis 1990. Il joue sur Out Ta Get Me et My Michelle.
En 2016, la partie nord-américaine de la tournée totalise 117 M$ de recette et plus d'un million de spectateurs. Avec plus de 550 M$ de recette, cette tournée est la deuxième ayant généré le plus de bénéfices de l'histoire.
Après des étapes aux États-Unis, en Amérique latine, en Asie et en Océanie, la tournée arrive en Europe en mai 2017. Le groupe revient en Europe en juin 2018, puis en été 2020.
Le 20 juillet 2017, le groupe joue à l'Apollo Theater pour célébrer le 30e anniversaire de son premier album, Appetite for Destruction.
En raison de la pandémie de Covid-19, l'étape européenne de mai et juin 2020 est reportée à 2021 puis à 2022.

## Concerts
| Date                                                                              | Ville                      | Pays                       | Lieu                                       | 1re partie                                       | Spectateurs                    | Recette                    |
| Étape 1 — Amérique du Nord                                                        | Étape 1 — Amérique du Nord | Étape 1 — Amérique du Nord | Étape 1 — Amérique du Nord                 | Étape 1 — Amérique du Nord                       | Étape 1 — Amérique du Nord     | Étape 1 — Amérique du Nord |
| --------------------------------------------------------------------------------- | -------------------------- | -------------------------- | ------------------------------------------ | ------------------------------------------------ | ------------------------------ | -------------------------- |
| 1er avril 2016                                                                    | Los Angeles                | États-Unis                 | Troubadour                                 | —                                                | 500 / 500                      | $5,000                     |
| 8 avril 2016                                                                      | Las Vegas                  | États-Unis                 | T-Mobile Arena                             | Alice in Chains                                  | 28 849 / 28 849                | $6,265,076                 |
| 9 avril 2016                                                                      | Las Vegas                  | États-Unis                 | T-Mobile Arena                             | Alice in Chains                                  | 28 849 / 28 849                | $6,265,076                 |
| 16 avril 2016                                                                     | Indio                      | États-Unis                 | Coachella Festival                         | —                                                | —                              | —                          |
| 19 avril 2016                                                                     | Mexico                     | Mexique                    | Foro Sol                                   | The Cult                                         | 131 198 / 131 198              | $9,328,859                 |
| 20 avril 2016                                                                     | Mexico                     | Mexique                    | Foro Sol                                   | The Cult                                         | 131 198 / 131 198              | $9,328,859                 |
| 23 avril 2016                                                                     | Indio                      | États-Unis                 | Coachella Festival                         | —                                                | —                              | —                          |
| Étape 2 — Amérique du Nord                                                        |                            |                            |                                            |                                                  |                                |                            |
| 23 juin 2016                                                                      | Detroit                    | États-Unis                 | Ford Field                                 | Alice in Chains                                  | 44 439 / 44 439                | $4,776,766                 |
| 26 juin 2016                                                                      | Washington                 | États-Unis                 | FedEx Field                                | Alice in Chains                                  | 41 208 / 48 186                | $4,107,027                 |
| 29 juin 2016                                                                      | Kansas City                | États-Unis                 | Arrowhead Stadium                          | Alice in Chains                                  | 40 387 / 49 385                | $3,285,043                 |
| 1er juillet 2016                                                                  | Chicago                    | États-Unis                 | Soldier Field                              | Alice in Chains                                  | 82 172 / 96 088                | $8,843,684                 |
| 3 juillet 2016                                                                    | Chicago                    | États-Unis                 | Soldier Field                              | Alice in Chains                                  | 82 172 / 96 088                | $8,843,684                 |
| 6 juillet 2016                                                                    | Cincinnati                 | États-Unis                 | Paul Brown Stadium                         | Tyler Bryant & The Shakedown                     | 32 516 / 33 845                | $2,857,336                 |
| 9 juillet 2016                                                                    | Nashville                  | États-Unis                 | Nissan Stadium                             | Chris Stapleton                                  | 42 824 / 42 824                | $4,765,878                 |
| 12 juillet 2016                                                                   | Pittsburgh                 | États-Unis                 | Heinz Field                                | Wolfmother                                       | 39 109 / 42 109                | $3,810,026                 |
| 14 juillet 2016                                                                   | Philadelphie               | États-Unis                 | Lincoln Financial Field                    | Wolfmother                                       | 49 328 / 49 328                | $4,883,474                 |
| 16 juillet 2016                                                                   | Toronto                    | Canada                     | Centre Rogers                              | Billy Talent                                     | 48 016 / 48 016                | $5,370,460                 |
| 19 juillet 2016                                                                   | Foxborough                 | États-Unis                 | Gillette Stadium                           | Lenny Kravitz                                    | 65 472 / 71 098                | $8,302,575                 |
| 20 juillet 2016                                                                   | Foxborough                 | États-Unis                 | Gillette Stadium                           | Lenny Kravitz                                    | 65 472 / 71 098                | $8,302,575                 |
| 23 juillet 2016                                                                   | East Rutherford            | États-Unis                 | MetLife Stadium                            | Lenny Kravitz                                    | 100 177 / 100 177              | $11,687,391                |
| 24 juillet 2016                                                                   | East Rutherford            | États-Unis                 | MetLife Stadium                            | Lenny Kravitz                                    | 100 177 / 100 177              | $11,687,391                |
| 27 juillet 2016                                                                   | Atlanta                    | États-Unis                 | Georgia Dome                               | The Cult                                         | 41 508 / 41 508                | $4,544,620                 |
| 29 juillet 2016                                                                   | Orlando                    | États-Unis                 | Citrus Bowl                                | The Cult                                         | 40 702 / 40 702                | $5,852,060                 |
| 31 juillet 2016                                                                   | Nouvelle-Orléans           | États-Unis                 | Mercedes-Benz Superdome                    | The Cult                                         | 32 894 / 40 215                | $3,447,362                 |
| 3 août 2016                                                                       | Arlington                  | États-Unis                 | AT&T Stadium                               | The Cult                                         | 39 015 / 43 449                | $4,786,948                 |
| 5 août 2016                                                                       | Houston                    | États-Unis                 | NRG Stadium                                | Skrillex                                         | 49 778 / 49 778                | $6,166,657                 |
| 9 août 2016                                                                       | San Francisco              | États-Unis                 | AT&T Park                                  | The Struts                                       | 38 173 / 38 173                | $5,597,843                 |
| 12 août 2016                                                                      | Seattle                    | États-Unis                 | CenturyLink Field                          | Alice In Chains                                  | 42 697 / 42 697                | $5,237,966                 |
| 15 août 2016                                                                      | Glendale                   | États-Unis                 | University of Phoenix Stadium              | Zakk Wylde et Tyler Bryant & The Shakedown       | 44 110 / 48 914                | $4,257,289                 |
| 18 août 2016                                                                      | Los Angeles                | États-Unis                 | Dodger Stadium                             | The Cult                                         | 84 634 / 87 916                | $8,917,758                 |
| 19 août 2016                                                                      | Los Angeles                | États-Unis                 | Dodger Stadium                             | The Cult                                         | 84 634 / 87 916                | $8,917,758                 |
| 22 août 2016                                                                      | San Diego                  | États-Unis                 | Qualcomm Stadium                           | The Cult                                         | 49 458 / 49 458                | $5,337,634                 |
| Étape 3 — Amérique latine                                                         |                            |                            |                                            |                                                  |                                |                            |
| 27 octobre 2016                                                                   | Lima                       | Pérou                      | Estadio Monumental                         | Área 7                                           | 44,288 / 44,288                | $4,066,300                 |
| 29 octobre 2016                                                                   | Santiago du Chili          | Chili                      | Estadio Nacional                           | Wild Parade                                      | 62,375 / 63,200                | $6,540,250                 |
| 1er novembre 2016                                                                 | Rosario                    | Argentine                  | Stade Gigante de Arroyito                  | Cielo Razzo / Massacre                           | 22,735 / 26,505                | $2,778,110                 |
| 4 novembre 2016                                                                   | Buenos Aires               | Argentine                  | Stade Monumental                           | Airbag                                           | 105,026 / 112,756              | $11,042,300                |
| 5 novembre 2016                                                                   | Buenos Aires               | Argentine                  | Stade Monumental                           | Airbag                                           | 105,026 / 112,756              | $11,042,300                |
| 8 novembre 2016                                                                   | Porto Alegre               | Brésil                     | Estadio Beira-Rio                          | Scalene                                          | 50,567 / 50,567                | $4,192,340                 |
| 11 novembre 2016                                                                  | Sao Paulo                  | Brésil                     | Allianz Parque                             | Plebe Rude                                       | 93,600 / 93,600                | $10,761,300                |
| 12 novembre 2016                                                                  | Sao Paulo                  | Brésil                     | Allianz Parque                             | Plebe Rude                                       | 93,600 / 93,600                | $10,761,300                |
| 15 novembre 2016                                                                  | Rio de Janeiro             | Brésil                     | Stade Nilton-Santos                        | Plebe Rude                                       | 50,234 / 50,234                | $3,581,510                 |
| 17 novembre 2016                                                                  | Curitiba                   | Brésil                     | Pedreira Paulo Leminski                    | Plebe Rude                                       | 25,030 / 25,030                | $2,638,780                 |
| 20 novembre 2016                                                                  | Brasilia                   | Brésil                     | Stade national de Brasilia                 | Plebe Rude                                       | 42,307 / 42,307                | $2,981,050                 |
| 23 novembre 2016                                                                  | Medellín                   | Colombie                   | Complexe sportif Atanasio-Girardot         | Marky Ramone                                     | 39,511 / 39,511                | $5,443,000                 |
| 26 novembre 2016                                                                  | San José                   | Costa Rica                 | Stade national                             | Gandhi                                           | 29,560 / 35,785                | $2,520,280                 |
| 29 novembre 2016                                                                  | Mexico                     | Mexique                    | Palais des sports                          | Tyler Bryant & The Shakedown                     | 32,935 / 40,530                | $2,637,421                 |
| 30 novembre 2016                                                                  | Mexico                     | Mexique                    | Palais des sports                          | Tyler Bryant & The Shakedown                     | 32,935 / 40,530                | $2,637,421                 |
| Étape 4 – Asie et Océanie                                                         |                            |                            |                                            |                                                  |                                |                            |
| 21 janvier 2017                                                                   | Osaka                      | Japon                      | Osaka Dome                                 | Babymetal                                        | —                              | —                          |
| 22 janvier 2017                                                                   | Kobe                       | Japon                      | World Memorial Hall                        | Babymetal                                        | —                              | —                          |
| 25 janvier 2017                                                                   | Yokohama                   | Japon                      | Yokohama Arena                             | Babymetal                                        | —                              | —                          |
| 28 janvier 2017                                                                   | Tokyo                      | Japon                      | Saitama Super Arena                        | Man with a Mission                               | —                              | —                          |
| 29 janvier 2017                                                                   | Tokyo                      | Japon                      | Saitama Super Arena                        | Babymetal                                        | —                              | —                          |
| 2 février 2017                                                                    | Wellington                 | Nouvelle-Zélande           | Westpac Stadium                            | —                                                | 32 448 / 32 448                | $3,617,500                 |
| 4 février 2017                                                                    | Auckland                   | Nouvelle-Zélande           | Western Springs Stadium                    | —                                                | 48 118 / 48 188                | $5,545,210                 |
| 7 février 2017                                                                    | Brisbane                   | Australie                  | QSAC Stadium                               | Rose Tattoo                                      | 39 459 / 39 459                | $4,441,060                 |
| 10 février 2017                                                                   | Sydney                     | Australie                  | ANZ Stadium                                | Rose Tattoo                                      | 84 277 / 84 277                | $9,245,210                 |
| 11 février 2017                                                                   | Sydney                     | Australie                  | ANZ Stadium                                | Wolfmother Rose Tattoo                           | 84 277 / 84 277                | $9,245,210                 |
| 14 février 2017                                                                   | Melbourne                  | Australie                  | Melbourne Cricket Ground                   | Wolfmother                                       | 73 144 / 73 144                | $8,816,760                 |
| 18 février 2017                                                                   | Adelaide                   | Australie                  | Adelaide Oval                              | Wolfmother                                       | 33 713 / 33 713                | $3,541,050                 |
| 21 février 2017                                                                   | Perth                      | Australie                  | Domain Stadium                             | Wolfmother                                       | 30 382 / 30 382                | $3,084,270                 |
| 25 février 2017                                                                   | Changi                     | Singapour                  | Changi Exhibition Centre                   | —                                                | —                              | —                          |
| 28 février 2017                                                                   | Bangkok                    | Thaïlande                  | SCG Stadium                                | —                                                | —                              | —                          |
| 3 mars 2017                                                                       | Dubaï                      | Émirats arabes unis        | Autism Rocks Arena                         | —                                                | —                              | —                          |
| Étape 5 – Europe et Israël                                                        |                            |                            |                                            |                                                  |                                |                            |
| 27 mai 2017                                                                       | Slane Castle               | Irlande                    | Slane Castle                               | Royal Blood, Mark Lanegan et Otherkin            | 83 000 / 83 000                | —                          |
| 30 mai 2017                                                                       | Bilbao                     | Espagne                    | Stade de San Mamés                         | Mark Lanegan et Tyler Bryant & The Shakedown     | —                              | —                          |
| 2 juin 2017                                                                       | Lisbonne                   | Portugal                   | Passeio Maritimo de Algés                  | Mark Lanegan et Tyler Bryant & The Shakedown     | —                              | —                          |
| 4 juin 2017                                                                       | Madrid                     | Espagne                    | Stade Vicente Calderón                     | Mark Lanegan et Tyler Bryant & The Shakedown     | —                              | —                          |
| 7 juin 2017                                                                       | Zurich                     | Suisse                     | Stade du Letzigrund                        | The Darkness et Phil Campbell & The Bastard Sons | —                              | —                          |
| 10 juin 2017                                                                      | Imola                      | Italie                     | Autodromo Enzo e Dino Ferrari              | The Darkness et Phil Campbell & The Bastard Sons | —                              | —                          |
| 13 juin 2017                                                                      | Munich                     | Allemagne                  | Stade olympique                            | The Kills et Phil Campbell & The Bastard Sons    | —                              | —                          |
| 16 juin 2017                                                                      | Londres                    | Royaume-Uni                | Stade olympique                            | The Kills et Tyler Bryant & The Shakedown        | —                              | —                          |
| 17 juin 2017                                                                      | Londres                    | Royaume-Uni                | Stade olympique                            | The Kills et Tyler Bryant & The Shakedown        | —                              | —                          |
| 20 juin 2017                                                                      | Gdansk                     | Pologne                    | Stade Energa                               | Killing Joke et Virgin                           | —                              | —                          |
| 22 juin 2017                                                                      | Hanovre                    | Allemagne                  | Messegelände                               | Killing Joke et Phil Campbell & The Bastard Sons | —                              | —                          |
| 24 juin 2017                                                                      | Werchter                   | Belgique                   | Werchter Classic                           | The Pretenders Wolfmother                        | —                              | —                          |
| 27 juin 2017                                                                      | Copenhague                 | Danemark                   | Parken Stadium                             | Biffy Clyro et Backyard Babies                   | —                              | —                          |
| 29 juin 2017                                                                      | Stockholm                  | Suède                      | Friends Arena                              | The Darkness et Backyard Babies                  | —                              | —                          |
| 1er juillet 2017                                                                  | Hämeenlinna                | Finlande                   | Kantola Event Park                         | The Darkness et Michael Monroe                   | —                              | —                          |
| 4 juillet 2017                                                                    | Prague                     | République tchèque         | Aéroport Letnany                           | Biffy Clyro                                      | —                              | —                          |
| 7 juillet 2017                                                                    | Paris                      | France                     | Stade de France                            | Biffy Clyro et Tyler Bryant & The Shakedown      | —                              | —                          |
| 10 juillet 2017                                                                   | Vienne                     | Autriche                   | Ernst Happel Stadion                       | Wolfmother et Tyler Bryant & The Shakedown       | —                              | —                          |
| 12 juillet 2017                                                                   | Nimègue                    | Pays-Bas                   | Goffertpark                                | Biffy Clyro et Tyler Bryant & The Shakedown      | —                              | —                          |
| 15 juillet 2017                                                                   | Tel Aviv                   | Israël                     | Parc Hayarkon                              | Tyler Bryant & The Shakedown                     | —                              | —                          |
| Étape 6 – États-Unis et Canada                                                    |                            |                            |                                            |                                                  |                                |                            |
| 20 juillet 2017                                                                   | New York                   | États-Unis                 | Apollo Theater                             | -                                                | —                              | —                          |
| 27 juillet 2017                                                                   | Saint-Louis                | États-Unis                 | Edward Jones Dome                          | Deftones                                         | —                              | —                          |
| 30 juillet 2017                                                                   | Minneapolis                | États-Unis                 | U.S. Bank Stadium                          | Deftones                                         | —                              | —                          |
| 2 août 2017                                                                       | Denver                     | États-Unis                 | Sports Authority Field at Mile High        | Sturgill Simpson                                 | —                              | —                          |
| 5 août 2017                                                                       | Little Rock                | États-Unis                 | War Memorial Stadium                       | Sturgill Simpson                                 | —                              | —                          |
| 8 août 2017                                                                       | Miami                      | États-Unis                 | Marlins Park                               | Sturgill Simpson                                 | —                              | —                          |
| 11 août 2017                                                                      | Winston-Salem              | États-Unis                 | BB&T Field                                 | Live                                             | —                              | —                          |
| 13 août 2017                                                                      | Hershey                    | États-Unis                 | Hersheypark Stadium                        | Live                                             | —                              | —                          |
| 16 août 2017                                                                      | Buffalo                    | États-Unis                 | New Era Field                              | —                                                | —                              | —                          |
| 19 août 2017                                                                      | Montreal                   | Canada                     | Parc Jean-Drapeau                          | Our Lady Peace                                   | —                              | —                          |
| 21 août 2017                                                                      | Ottawa                     | Canada                     | Stade TD Place                             | Our Lady Peace                                   | —                              | —                          |
| 24 août 2017                                                                      | Winnipeg                   | Canada                     | Stade Investors Group                      | Our Lady Peace                                   | —                              | —                          |
| 27 août 2017                                                                      | Regina                     | Canada                     | Stade Mosaic                               | —                                                | —                              | —                          |
| 30 août 2017                                                                      | Edmonton                   | Canada                     | Stade du Commonwealth                      | Our Lady Peace                                   | —                              | —                          |
| 1er septembre 2017                                                                | Vancouver                  | Canada                     | BC Place Stadium                           | Royal Blood                                      | —                              | —                          |
| 3 septembre 2017                                                                  | George                     | États-Unis                 | The Gorge Amphitheatre                     | Royal Blood                                      | —                              | —                          |
| 6 septembre 2017                                                                  | El Paso                    | États-Unis                 | Sun Bowl Stadium                           | ZZ Top                                           | —                              | —                          |
| 8 septembre 2017                                                                  | San Antonio                | États-Unis                 | Alamodome                                  | ZZ Top                                           | —                              | —                          |
| Étape 7 – Amérique latine                                                         |                            |                            |                                            |                                                  |                                |                            |
| 23 septembre 2017                                                                 | Rio de Janeiro             | Brésil                     | Parc Olympique de Rio                      | The Who                                          | —                              | —                          |
| 26 septembre 2017                                                                 | Sao Paulo                  | Brésil                     | Allianz Parque                             | Alice Cooper                                     | —                              | —                          |
| 29 septembre 2017                                                                 | Santiago du Chili          | Chili                      | Estadio Nacional                           | The Who                                          | —                              | —                          |
| 1er octobre 2017                                                                  | La Plata                   | Argentine                  | Stade Ciudad de La Plata                   | The Who                                          | —                              | —                          |
| Étape 8 – États-Unis et Canada                                                    |                            |                            |                                            |                                                  |                                |                            |
| 8 octobre 2017                                                                    | Philadelphie               | États-Unis                 | Wells Fargo Center                         | -                                                | —                              | —                          |
| 11 octobre 2017                                                                   | New York                   | États-Unis                 | Madison Square Garden                      | -                                                | —                              | —                          |
| 12 octobre 2017                                                                   | Newark                     | États-Unis                 | Prudential Center                          | -                                                | —                              | —                          |
| 15 octobre 2017                                                                   | New York                   | États-Unis                 | Madison Square Garden                      | -                                                | —                              | —                          |
| 16 octobre 2017                                                                   | New York                   | États-Unis                 | Madison Square Garden                      | -                                                | —                              | —                          |
| 19 octobre 2017                                                                   | Washington                 | États-Unis                 | Capital One Arena                          | -                                                | —                              | —                          |
| 22 octobre 2017                                                                   | Boston                     | États-Unis                 | TD Garden                                  | -                                                | —                              | —                          |
| 23 octobre 2017                                                                   | Hartford                   | États-Unis                 | XL Center                                  | -                                                | —                              | —                          |
| 26 octobre 2017                                                                   | Cleveland                  | États-Unis                 | Quicken Loans Arena                        | -                                                | —                              | —                          |
| 29 octobre 2017                                                                   | Toronto                    | Canada                     | Centre Air Canada                          | -                                                | —                              | —                          |
| 30 octobre 2017                                                                   | Toronto                    | Canada                     | Centre Air Canada                          | -                                                | —                              | —                          |
| 2 novembre 2017                                                                   | Détroit                    | États-Unis                 | Little Caesars Arena                       | -                                                | —                              | —                          |
| 3 novembre 2017                                                                   | Louisville                 | États-Unis                 | KFC Yum! Center                            | -                                                | —                              | —                          |
| 6 novembre 2017                                                                   | Chicago                    | États-Unis                 | United Center                              | -                                                | —                              | —                          |
| 7 novembre 2017                                                                   | Milwaukee                  | États-Unis                 | Bradley Center                             | -                                                | —                              | —                          |
| 10 novembre 2017                                                                  | Houston                    | États-Unis                 | Toyota Center                              | -                                                | —                              | —                          |
| 13 novembre 2017                                                                  | Nashville                  | États-Unis                 | Bridgestone Arena                          | -                                                | —                              | —                          |
| 14 novembre 2017                                                                  | Tulsa                      | États-Unis                 | BOK Center                                 | -                                                | —                              | —                          |
| 17 novembre 2017                                                                  | Las Vegas                  | États-Unis                 | T-Mobile Arena                             | -                                                | —                              | —                          |
| 18 novembre 2017                                                                  | Sacramento                 | États-Unis                 | Golden 1 Center                            | -                                                | —                              | —                          |
| 21 novembre 2017                                                                  | Oakland                    | États-Unis                 | Oracle Arena                               | -                                                | —                              | —                          |
| 24 novembre 2017                                                                  | Los Angeles                | États-Unis                 | Staples Center                             | -                                                | —                              | —                          |
| 25 novembre 2017                                                                  | Los Angeles                | États-Unis                 | The Forum                                  | -                                                | —                              | —                          |
| 28 novembre 2017                                                                  | San Diego                  | États-Unis                 | Valley View Casino Center                  | -                                                | —                              | —                          |
| 29 novembre 2017                                                                  | Los Angeles                | États-Unis                 | The Forum                                  | -                                                | —                              | —                          |
| Étape 9 – Europe                                                                  |                            |                            |                                            |                                                  |                                |                            |
| 3 juin 2018                                                                       | Berlin                     | Allemagne                  | Olympiastadion                             | Manic Street Preachers Greta Van Fleet           | —                              | —                          |
| 6 juin 2018                                                                       | Odense                     | Danemark                   | Dyrskuepladsen                             | Manic Street Preachers Greta Van Fleet           | —                              | —                          |
| 9 juin 2018                                                                       | Donington Park             | Royaume-Uni                | Download Festival                          | -                                                | —                              | —                          |
| 12 juin 2018                                                                      | Gelsenkirchen              | Allemagne                  | Veltins Arena                              | Manic Street Preachers The Pink Slips            | —                              | —                          |
| 15 juin 2018                                                                      | Florence                   | Italie                     | Firenze Rocks                              | -                                                | —                              | —                          |
| 18 juin 2018                                                                      | Paris                      | France                     | Download Festival                          | -                                                | —                              | —                          |
| 21 juin 2018                                                                      | Dessel                     | Belgique                   | Graspop Metal Meeting                      | -                                                | —                              | —                          |
| 24 juin 2018                                                                      | Mannheim                   | Allemagne                  | Maimarktgelände                            | Rival Sons The Pink Slips                        | —                              | —                          |
| 26 juin 2018                                                                      | Bordeaux                   | France                     | Stade Matmut-Atlantique                    | Rival Sons The Pink Slips                        | —                              | —                          |
| 29 juin 2018                                                                      | Madrid                     | Espagne                    | Download Festival                          | -                                                | —                              | —                          |
| 1er juillet 2018                                                                  | Barcelone                  | Espagne                    | Stade olympique                            | Volbeat Nothing More                             | —                              | —                          |
| 4 juillet 2018                                                                    | Nimègue                    | Pays-Bas                   | Goffertpark                                | Volbeat Gojira                                   | —                              | —                          |
| 7 juillet 2018                                                                    | Leipzig                    | Allemagne                  | Festwiese                                  | Rival Sons Tyler Bryant & The Shakedown          | —                              | —                          |
| 9 juillet 2018                                                                    | Chorzów                    | Pologne                    | Stade de Silésie                           | Volbeat Tyler Bryant & The Shakedown             | —                              | —                          |
| 13 juillet 2018                                                                   | Moscou                     | Russie                     | Otkrytie Arena                             | Other Noises                                     | —                              | —                          |
| 16 juillet 2018                                                                   | Tallinn                    | Estonie                    | Tallinn Song Festival Ground               | Volbeat The Dead Daisies                         | —                              | —                          |
| 19 juillet 2018                                                                   | Oslo                       | Norvège                    | Valle Hovin                                | Ghost Tyler Bryant & The Shakedown               | —                              | —                          |
| 21 juillet 2018                                                                   | Göteborg                   | Suède                      | Ullevi                                     | Graveyard Tyler Bryant & The Shakedown           | —                              | —                          |
| 24 juillet 2018                                                                   | Reykjavik                  | Islande                    | Laugardalsvöllur                           | Tyler Bryant & The Shakedown                     | —                              | —                          |
| Étape 10 – Mexique, Asie et Afrique du Sud                                        |                            |                            |                                            |                                                  |                                |                            |
| 3 novembre 2018                                                                   | Monterrey                  | Mexique                    | Parque Fundidora                           | NC                                               | —                              | —                          |
| 8 novembre 2018                                                                   | Jakarta                    | Indonésie                  | Stade Gelora-Bung-Karno                    | NC                                               | —                              | —                          |
| 11 novembre 2018                                                                  | Manille                    | Philippines                | Philippine Arena                           | NC                                               | —                              | —                          |
| 14 novembre 2018                                                                  | Kuala Lumpur               | Malaisie                   | Stade national Bukit Jalil                 | NC                                               | —                              | —                          |
| 17 novembre 2018                                                                  | Taipei                     | Taiwan                     | Taoyuan Stadium                            | NC                                               | —                              | —                          |
| 20 novembre 2018                                                                  | Hong Kong                  | Hong Kong                  | AsiaWorld–Expo                             | NC                                               | —                              | —                          |
| 21 novembre 2018                                                                  | Hong Kong                  | Hong Kong                  | AsiaWorld–Expo                             | NC                                               | —                              | —                          |
| 25 novembre 2018                                                                  | Abu Dhabi                  | Émirats arabes unis        | du Arena                                   | NC                                               | —                              | —                          |
| 29 novembre 2018                                                                  | Johannesburg               | Afrique du Sud             | FNB Stadium                                | NC                                               | —                              | —                          |
| 8 décembre 2018                                                                   | Honolulu                   | États-Unis                 | Aloha Stadium                              | NC                                               | —                              | —                          |
| Étape 11 – États-Unis et Mexique                                                  |                            |                            |                                            |                                                  |                                |                            |
| 21 septembre 2019                                                                 | Los Angeles                | États-Unis                 | Hollywood Palladium                        | NC                                               | —                              | —                          |
| 25 septembre 2019                                                                 | Charlotte                  | États-Unis                 | Spectrum Center                            | NC                                               | —                              | —                          |
| 28 septembre 2019                                                                 | Louisville                 | États-Unis                 | Louder Than Life Festival                  | NC                                               | —                              | —                          |
| 1er octobre 2019                                                                  | Jacksonville               | États-Unis                 | VyStar Veterans Memorial Arena             | NC                                               | —                              | —                          |
| 4 octobre 2019                                                                    | Austin                     | États-Unis                 | Austin City Limits Music Festival          | NC                                               | —                              | —                          |
| 7 octobre 2019                                                                    | Wichita                    | États-Unis                 | Intrust Bank Arena                         | NC                                               | —                              | —                          |
| 11 octobre 2019                                                                   | Austin                     | États-Unis                 | Austin City Limits Music Festival          | NC                                               | —                              | —                          |
| 13 octobre 2019                                                                   | Manchester                 | États-Unis                 | Exit 111 Festival                          | NC                                               | —                              | —                          |
| 15 octobre 2019                                                                   | Lincoln                    | États-Unis                 | Pinnacle Bank Arena                        | NC                                               | —                              | —                          |
| 18 octobre 2019                                                                   | Guadalajara                | Mexique                    | Estadio Jalisco                            | NC                                               | —                              | —                          |
| 20 octobre 2019                                                                   | Tijuana                    | Mexique                    | Estadio Caliente                           | NC                                               | —                              | —                          |
| 23 octobre 2019                                                                   | Oklahoma City              | États-Unis                 | Chesapeake Energy Arena                    | NC                                               | —                              | —                          |
| 25 octobre 2019                                                                   | La Nouvelle-Orléans        | États-Unis                 | Voodoo Music Festival                      | NC                                               | —                              | —                          |
| 29 octobre 2019                                                                   | Salt Lake City             | États-Unis                 | Vivint Smart Home Arena                    | NC                                               | —                              | —                          |
| 1er novembre 2019                                                                 | Las Vegas                  | États-Unis                 | Colosseum at Caesars Palace                | NC                                               | —                              | —                          |
| 2 novembre 2019                                                                   | Las Vegas                  | États-Unis                 | Colosseum at Caesars Palace                | NC                                               | —                              | —                          |
| 31 janvier 2020                                                                   | Miami                      | États-Unis                 | Super Bowl Music Fest                      | NC                                               | —                              | —                          |
| 14 mars 2020                                                                      | Mexico                     | Mexique                    | Foro Sol                                   | NC                                               | —                              | —                          |
| Étape 12 – Europe (Reporté à 2022 en raison de la pandémie de Covid-19)           |                            |                            |                                            |                                                  |                                |                            |
| 20 mai 2020                                                                       | Lisbonne                   | Portugal                   | Passeio Maritimo De Algés                  | —                                                | —                              | —                          |
| 23 mai 2020                                                                       | Séville                    | Espagne                    | Stade Benito-Villamarín                    | —                                                | —                              | —                          |
| 26 mai 2020                                                                       | Munich                     | Allemagne                  | Olympiastadion                             | —                                                | —                              | —                          |
| 29 mai 2020                                                                       | Londres                    | Royaume-Uni                | Tottenham Hotspur Stadium                  | —                                                | —                              | —                          |
| 30 mai 2020                                                                       | Londres                    | Royaume-Uni                | Tottenham Hotspur Stadium                  | —                                                | —                              | —                          |
| 2 juin 2020                                                                       | Hambourg                   | Allemagne                  | Volksparkstadion                           | —                                                | —                              | —                          |
| 6 juin 2020                                                                       | Sölvesborg                 | Suède                      | Sweden Rock Festival                       | —                                                | —                              | —                          |
| 9 juin 2020                                                                       | Vienne                     | Autriche                   | Ernst Happel Stadion                       | —                                                | —                              | —                          |
| 12 juin 2020                                                                      | Florence                   | Italie                     | Ippodromo del Visarno                      | —                                                | —                              | —                          |
| 14 juin 2020                                                                      | Berne                      | Suisse                     | Stade de Suisse                            | —                                                | —                              | —                          |
| 17 juin 2020                                                                      | Varsovie                   | Pologne                    | PGE Narodowy                               | —                                                | —                              | —                          |
| 19 juin 2020                                                                      | Prague                     | Tchéquie                   | Letňany Airport                            | —                                                | —                              | —                          |
| 21 juin 2020                                                                      | Landgraaf                  | Pays-Bas                   | Pinkpop Festival                           | —                                                | —                              | —                          |
| 25 juin 2020                                                                      | Glasgow                    | Royaume-Uni                | Glasgow Green                              | —                                                | —                              | —                          |
| 27 juin 2020                                                                      | Dublin                     | Irlande                    | Marlay Park                                | —                                                | —                              | —                          |
| Étape 13 – Amérique du Nord (Reporté à 2021 en raison de la pandémie de Covid-19) |                            |                            |                                            |                                                  |                                |                            |
| 4 juillet 2020                                                                    | Milwaukee                  | États-Unis                 | Summerfest                                 | —                                                | —                              | —                          |
| 8 juillet 2020                                                                    | Philadelphie               | États-Unis                 | Citizens Bank Park                         | —                                                | —                              | —                          |
| 11 juillet 2020                                                                   | Detroit                    | États-Unis                 | Comerica Park                              | —                                                | —                              | —                          |
| 13 juillet 2020                                                                   | Toronto                    | Canada                     | Rogers Centre                              | —                                                | —                              | —                          |
| 16 juillet 2020                                                                   | Washington                 | États-Unis                 | Nationals Park                             | —                                                | —                              | —                          |
| 18 juillet 2020                                                                   | East Rutherford            | États-Unis                 | MetLife Stadium                            | —                                                | —                              | —                          |
| 21 juillet 2020                                                                   | Boston                     | États-Unis                 | Fenway Park                                | —                                                | —                              | —                          |
| 24 juillet 2020                                                                   | Minneapolis                | États-Unis                 | Target Field                               | —                                                | —                              | —                          |
| 26 juillet 2020                                                                   | Chicago                    | États-Unis                 | Wrigley Field                              | —                                                | —                              | —                          |
| 29 juillet 2020                                                                   | Denver                     | États-Unis                 | Dick's Sporting Goods Park                 | —                                                | —                              | —                          |
| 2 août 2020                                                                       | Seattle                    | États-Unis                 | T-Mobile Park                              | —                                                | —                              | —                          |
| 5 août 2020                                                                       | San Francisco              | États-Unis                 | Oracle Park                                | —                                                | —                              | —                          |
| 8 août 2020                                                                       | Los Angeles                | États-Unis                 | SoFi Stadium                               | —                                                | —                              | —                          |
| 12 août 2020                                                                      | Atlanta                    | États-Unis                 | Bobby Dodd Stadium at Historic Grant Field | —                                                | —                              | —                          |
| 15 août 2020                                                                      | Tampa                      | États-Unis                 | Raymond James Stadium                      | —                                                | —                              | —                          |
| 18 août 2020                                                                      | Arlington                  | États-Unis                 | Globe Life Field                           | —                                                | —                              | —                          |
| 21 août 2020                                                                      | Indianapolis               | États-Unis                 | Lucas Oil Stadium                          | —                                                | —                              | —                          |
| 23 août 2020                                                                      | Fargo                      | États-Unis                 | FargoDome                                  | —                                                | —                              | —                          |
| 26 août 2020                                                                      | Missoula                   | États-Unis                 | Grizzly Stadium                            | —                                                | —                              | —                          |
| Étape 14 – Amérique latine (Reporté à 2021 en raison de la pandémie de Covid-19)  |                            |                            |                                            |                                                  |                                |                            |
| 8 novembre 2020                                                                   | Punta Cana                 | République dominicaine     | Hard Rock Hotel & Casino                   | —                                                | —                              | —                          |
| 11 novembre 2020                                                                  | Mérida                     | Mexique                    | —                                          | —                                                | —                              | —                          |
| 15 novembre 2020                                                                  | San José                   | Costa Rica                 | Estadio Ricardo Saprissa Aymá              | —                                                | —                              | —                          |
| 18 novembre 2020                                                                  | Guatemala City             | Guatemala                  | Estadio Cementos Progreso                  | —                                                | —                              | —                          |
| 21 novembre 2020                                                                  | Quito                      | Équateur                   | Stade olympique Atahualpa                  | —                                                | —                              | —                          |
| 24 novembre 2020                                                                  | Lima                       | Pérou                      | Estadio Universidad San Marcos             | —                                                | —                              | —                          |
| 27 novembre 2020                                                                  | Santiago du Chili          | Chili                      | Parc O'Higgins                             | —                                                | —                              | —                          |
| 29 novembre 2020                                                                  | Buenos Aires               | Argentine                  | Hipódromo de San Isidro                    | —                                                | —                              | —                          |
| 4 décembre 2020                                                                   | São Paulo                  | Brésil                     | Circuit d'Interlagos                       | —                                                | —                              | —                          |
| 6 décembre 2020                                                                   | Bogotá                     | Colombie                   | Campo de Golf Briceño                      | —                                                | —                              | —                          |
| Total                                                                             | Total                      | Total                      | Total                                      | Total                                            | 2,148,843 / 2,234,676 (96.15%) | $229,908,433               |

## Chansons interprétées
- It's So Easy
- Mr. Brownstone
- Chinese Democracy
- Welcome to the Jungle
- Double Talkin' Jive
- Better
- Estranged
- Live & Let Die
- Rocket Queen
- You Could Be Mine
- You Can't Put Your Arms Around a Memory (intro et premier couplet seulement) (chanson de Johnny Thunders)
- Attitude (Chanson de The Misfits)
- New Rose (Chanson de The Damned)
- Raw Power (Chanson d'Iggy and the Stooges)
- This I Love
- Civil War
- Yesterday
- Coma
- Sweet Child O' Mine
- My Michelle
- Out Ta Get Me
- Used to Love Her
- Wish You Were Here (duo de guitares) (chanson des Pink Floyd)
- November Rain
- Black Hole Sun (Morceau de Soundgarden)
- Knockin' On Heavens Door (Morceau de Bob Dylan)
- Nightrain
- Patience
- Don't Cry
- Sorry
- Catcher in the Rye
- There Was a Time
- Wichita Lineman (Morceau de Jimmy Webb)
- Madagascar
- Prostitute
- Whole Lotta Rosie (Morceau d'AC/DC)
- Riff Raff (Morceau d'AC/DC)
- Nice Boys (Morceau de Rose Tattoo)
- Slither (en) (morceau de Velvet Revolver)
- Shadow of Your Love
- The Seeker (Morceau de The Who)
- Paradise City
- Locomotive
- Dead Horse
- So Fine
- You're Crazy

You Can't Put Your Arms Around a Memory, Attitude, New Rose et Raw Power sont chantées par Duff McKagan . Cependant Raw Power n'est plus jouée depuis le 19 août 2016.
Sweet Child O' Mine est toujours précédée d'une jam du groupe reprenant Johnny B Goode, suivie du thème du film Le Parrain joué par Slash.
Nice Boys n'a été jouée qu'une seule fois.
Slither a été jouée pour la première fois le 3 juin 2018. Mais une photo prise de Richard Fortus en 2016 montre qu'elle figurait déjà sur la setlist à cette époque. Cette même photo indique également que les chansons Think About You et Perfect Crime étaient prévues pour la tournée, mais elles n'ont, à ce jour, toujours pas été jouées.

## Membres
Guns N' Roses
- Axl Rose – chant
- Slash – guitare solo
- Duff McKagan – basse, chœurs
- Dizzy Reed – claviers, percussion, chœurs
- Richard Fortus – guitare rythmique, chœurs
- Frank Ferrer – batterie
- Melissa Reese – claviers, synthesizer, programming, chœurs

### Invités

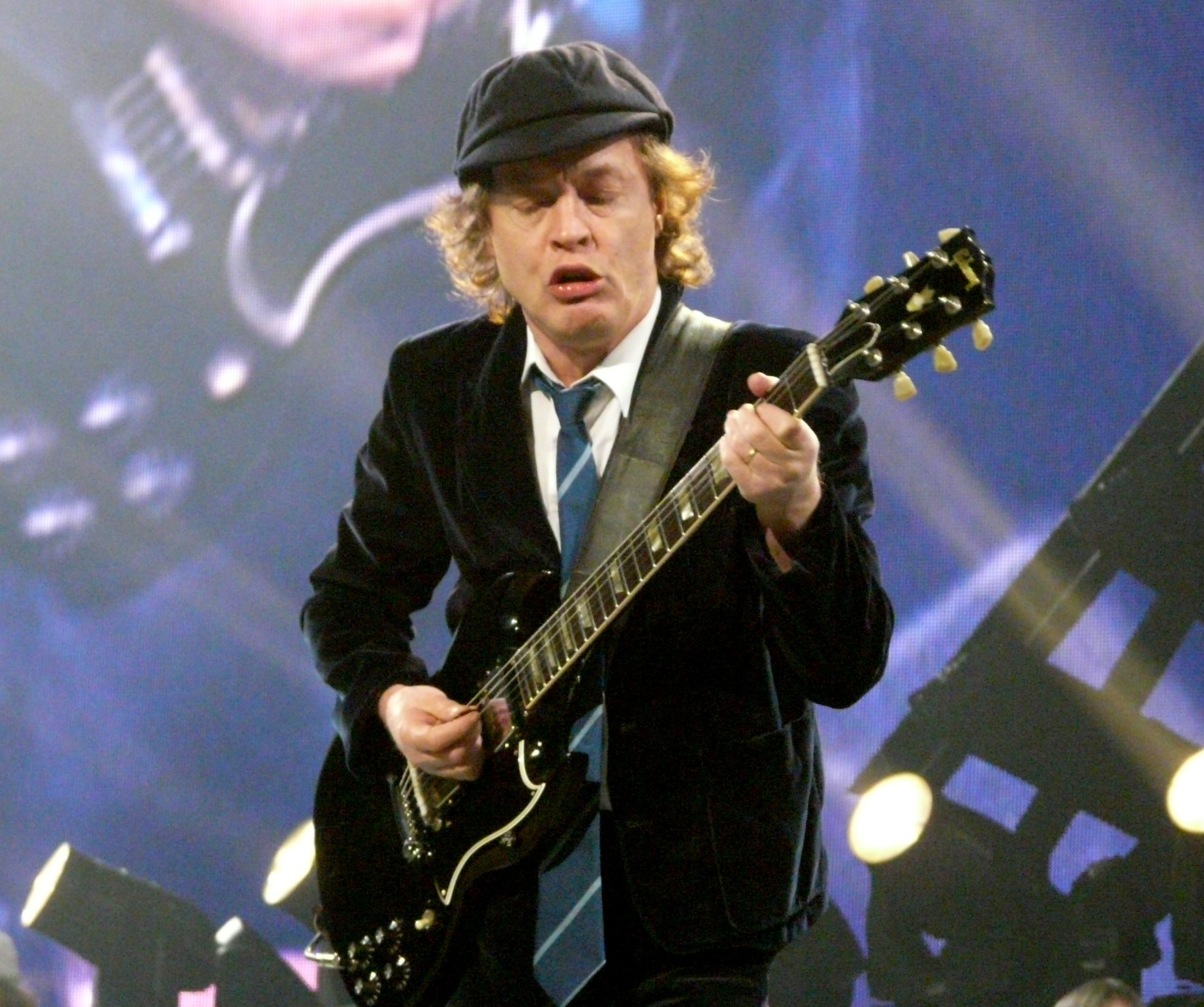
Angus Young d'AC/DC.

- Sebastian Bach chante sur My Michelle le 9 avril 2016.
- Angus Young joue sur Whole Lotta Rosie et Riff Raff le 16 avril 2016 à Coachella. Il joue aussi les 10 et 11 février 2017 à Sydney, le 14 février 2017 à Melbourne, le 22 juin 2017 à Hanovre et le 12 juillet 2017 à Nimègue.
- Steven Adler joue de la batterie sur Out Ta Get Me et/ou My Michelle sur cinq dates en 2016 : le 6 juillet à Cincinnati, le 9 juillet à Nashville, le 19 août à Los Angeles, les 4 et 5 novembre à Buenos Aires.
- Angry Anderson chante sur Nice Boys Don't Play Rock'N'Roll le 11 février 2017 à Sydney.
- Pink chante sur Patience le 11 octobre 2017 à New York.
- Billy Gibbons de ZZ Top joue sur Patience le 10 novembre 2017 à Houston.
- Dave Grohl joue sur Paradise City le 14 novembre 2017 à Tulsa.

## Premières parties
Alice in Chains joue en première partie des deux concerts de Las Vegas. The Cult ouvre pour Guns N' Roses lors des deux concerts au Mexique. 
Lenny Kravitz joue en première partie de plusieurs concerts.